# Bialik e gli altri. La poesia ebraica come testimone
Bialik e gli altri. La poesia ebraica come testimone è un album discografico, e un concerto, di Piero Nissim con il gruppo Musicapoesia (traduzioni di Jack Arbib, musiche di Piero Nissim), che è stato presentato in concerto dal vivo al Museo Piaggio di Pontedera e al Teatro Verdi di Monte San Savino per il Giorno della Memoria 2011.
Il tema non è soltanto quello della "Memoria", quanto la musica e alla poesia ebraica di varie epoche. Sono presenti vari testi anche di poeti italiani, come Immanuel Luzzatto (1600), Salomone Fiorentino (1700) e altri più recenti; e testi di poeti israeliani tra i più noti, come Haim Nachman Bialik che dà il titolo a questo lavoro.
Suonano con Piero Nissim concertisti affermati come la flautista Federica Lotti, docente al Conservatorio Benedetto Marcello di Venezia, il violoncellista Paolo Ognissanti, docente al Conservatorio Niccolò Paganini di Genova, e il chitarrista Luca Guidi. Seconda voce e cori: Myriam Nissim. Gli arrangiamenti sono di Arduino Gottardo, docente all'Istituto Mascagni di Livorno.